# Reino Kuuskoski
Reino Iisakki Kuuskoski (18 tháng 1 năm 1907 – 27 tháng 1 năm 1965) là một nhà báo sinh tại Loimaa, Phần Lan.
Kuuskoski là đảng viên của Liên đoàn Điền địa. Ông đảm nhiệm các chức vụ Bộ trưởng ở Phần Lan trong 2 nhiệm kỳ. Ông là Bộ trưởng Tư pháp giữa 17 tháng 11 năm 1953 và 5 tháng 5 năm 1954 trong chính phủ thứ 37 của Phần Lan. Ông làm Thủ tướng Phần Lan giữa 26 tháng 4 và 29 tháng 8 năm 1958 của chính phủ thứ 43. Cả hai chính phủ đều là chính phủ lâm thời.